# Говорово (Новгородская область)
Говорово — деревня в Крестецком районе Новгородской области, входит в состав Зайцевского сельского поселения.

## История
В 1964 г. Указом Президиума ВС РСФСР деревня Згово  переименована в Говорово.

## Население
| 2002 | 2010 | 2013 |
| ---- | ---- | ---- |
| 6    | ↘3   | ↗4   |